# Campeonato Argentino de Rugby 1946
El Campeonato Argentino de Rugby de 1946 fue la segunda edición del Campeonato Argentino de Rugby, torneo de equipos regionales organizado por la Unión de Rugby del Río de la Plata (actual Unión Argentina de Rugby). Se llevó a cabo en Argentina y Uruguay entre el 15 y 29 de septiembre de 1946.
Participó de esta edición un nuevo equipo: la Unión de Rugby de Cuyo, una unión regional creada en 1945 y afiliada a la Unión de Rugby del Río de la Plata en 1946. Esta unión representaba a los clubes de las provincias de Mendoza y San Juan. Además, el combinado de "Santa Fe-Rosario" pasó a ser llamado "Litoral", el nombre de su unión (la Unión de Rugby del Litoral Argentino).
Se repitió la final y el resultado de la edición anterior, con el equipo de la Provincia derrotando al equipo de la Capital 9-6.

## Equipos participantes
Participaron de esta edición ocho equipos: dos seleccionados de la Unión de Rugby del Río de la Plata y seis invitados. 
| Equipo                  | Unión                              |
| ----------------------- | ---------------------------------- |
| Capital                 | Unión de Rugby del Río de la Plata |
| Córdoba                 | Unión Cordobesa de Rugby           |
| Cuyo                    | Unión de Rugby de Cuyo             |
| Estudiantes de Paraná   | Club                               |
| Litoral                 | Unión de Rugby del Litoral         |
| Montevideo Cricket Club | Club                               |
| Norte                   | Unión de Rugby del Norte           |
| Provincia               | Unión de Rugby del Río de la Plata |

Los seis equipos invitados fueron los seleccionados de cuatro uniones regionales, un club de Entre Ríos y un club de Uruguay.

## Partidos
|  | Cuartos de final     | Cuartos de final     | Cuartos de final |           |           | Semifinales      | Semifinales      | Semifinales      |  |         | Final            | Final            | Final            |  |
|  | 15 de septiembre     | 15 de septiembre     | 15 de septiembre |           |           | 22 de septiembre | 22 de septiembre | 22 de septiembre |  |         | 29 de septiembre | 29 de septiembre | 29 de septiembre |  |
|  |                      |                      |                  |           |           |                  |                  |                  |  |         |                  |                  |                  |  |
|  |                      |                      |                  |           |           |                  |                  |                  |  |         |                  |                  |                  |  |
|  | Estudiantes (Paraná) | Estudiantes (Paraná) | 0                |           |           |                  |                  |                  |  |         |                  |                  |                  |  |
|  | Estudiantes (Paraná) | Estudiantes (Paraná) | 0                |           |           |                  |                  |                  |  |         |                  |                  |                  |  |
|  | Capital              | Capital              | 8                |           |           |                  |                  |                  |  |         |                  |                  |                  |  |
|  | Capital              | Capital              | 8                |           | Capital   | Capital          | 19               |                  |  |         |                  |                  |                  |  |
|  |                      |                      |                  |           | Capital   | Capital          | 19               |                  |  |         |                  |                  |                  |  |
|  |                      |                      | Litoral          | Litoral   | 0         |                  |                  |                  |  |         |                  |                  |                  |  |
|  | Montevideo C.C.      | Montevideo C.C.      | Litoral          | Litoral   | 0         | 0                |                  |                  |  |         |                  |                  |                  |  |
|  | Montevideo C.C.      | Montevideo C.C.      |                  |           |           |                  |                  |                  |  |         |                  |                  |                  |  |
|  | Litoral              | Litoral              | 15               |           |           |                  |                  |                  |  |         |                  |                  |                  |  |
|  | Litoral              | Litoral              | 15               |           |           |                  |                  |                  |  | Capital | Capital          | 6                |                  |  |
|  |                      |                      |                  |           |           |                  |                  |                  |  | Capital | Capital          | 6                |                  |  |
|  |                      |                      | Provincia        | Provincia | 9         |                  |                  |                  |  |         |                  |                  |                  |  |
|  | Cuyo                 | Cuyo                 | Provincia        | Provincia | 9         | 0                |                  |                  |  |         |                  |                  |                  |  |
|  | Cuyo                 | Cuyo                 |                  |           |           |                  |                  |                  |  |         |                  |                  |                  |  |
|  | Provincia            | Provincia            | 65               |           |           |                  |                  |                  |  |         |                  |                  |                  |  |
|  | Provincia            | Provincia            | 65               |           | Provincia | Provincia        | 25               |                  |  |         |                  |                  |                  |  |
|  |                      |                      |                  |           | Provincia | Provincia        | 25               |                  |  |         |                  |                  |                  |  |
|  |                      |                      | Córdoba          | Córdoba   | 0         |                  |                  |                  |  |         |                  |                  |                  |  |
|  | Norte                | Norte                | Córdoba          | Córdoba   | 0         | 3                |                  |                  |  |         |                  |                  |                  |  |
|  | Norte                | Norte                |                  |           |           |                  |                  |                  |  |         |                  |                  |                  |  |
|  | Córdoba              | Córdoba              | 5                |           |           |                  |                  |                  |  |         |                  |                  |                  |  |
|  | Córdoba              | Córdoba              | 5                |           |           |                  |                  |                  |  |         |                  |                  |                  |  |
|  |                      |                      |                  |           |           |                  |                  |                  |  |         |                  |                  |                  |  |

### Cuartos de final
| 15 de septiembre | Estudiantes (Paraná) | 0 - 8   | Capital | Paraná,               |                       |
|                  |                      | Reporte |         | Árbitro(s): T. Blades | Árbitro(s): T. Blades |

| 15 de septiembre | Montevideo C.C. | 0 - 15  | Litoral | Montevideo,         |                     |
|                  |                 | Reporte |         | Árbitro(s): J. Knox | Árbitro(s): J. Knox |

| 15 de septiembre | Cuyo | 0 - 65  | Provincia | Mendoza,                 |                          |
|                  |      | Reporte |           | Árbitro(s): R. V. Stella | Árbitro(s): R. V. Stella |

| 15 de septiembre | Norte | 3 - 5   | Córdoba | Natación y Gimnasia, Tucumán |                           |
|                  |       | Reporte |         | Árbitro(s): P. L. Sormani    | Árbitro(s): P. L. Sormani |

### Semifinales
| 22 de septiembre | Capital | 19 - 0  | Litoral | Estadio G.E.B.A., Buenos Aires |                          |
|                  |         | Reporte |         | Árbitro(s): S. N. Oerton       | Árbitro(s): S. N. Oerton |

| 22 de septiembre | Provincia | 25 - 0  | Córdoba | Estadio G.E.B.A., Buenos Aires |                        |
|                  |           | Reporte |         | Árbitro(s): J. F. Hood         | Árbitro(s): J. F. Hood |

### Final
| 29 de septiembre | Capital | 6 - 9   | Provincia | Estadio G.E.B.A., Buenos Aires |                                |
|                  |         | Reporte |           | Árbitro(s): Manuel F. Mantilla | Árbitro(s): Manuel F. Mantilla |

| Bandera de la Provincia de Buenos Aires |
| Provincia Campeón                       |
| Segundo título                          |